# Марина Купцова
Марина Купцова (рус. Марина Геннадьевна Купцова; Москва 22. децембар 1981) је бивша руска атлетичарка специјалиста за скок увис. Била је члан СД Москва.
Већ у јуниорској конкуренцији Купцова је постизала запажене међународне успехе. Она је освојила Светско првенство за јуниоре 1998. у Ансију, злато, а две године касније на истом првенству у Сантјагу де Чилеу сребрну медаљу. Године 2000. Купцова је учествовала на Летњим олимпијским играма у Сиднеју, али је испала у предтакмичењу.
Медаље на великим међународним такмичењима су следиле и 2002 и 2003. На Европском првенству у дворани 2002. у Бечу. Купцова је победила са најбољим личним резултатом 2,03 метара, а на Европском првенству на отвореном у лето те године у Минхену, освојила је сребро иза Швеђанке Кајсе Бергквист.
Следеће године на светском првенству у Паризу Купцова је поново друга, али овога пута испред Кајсе Бергквист, а иза Јужноафриканке Хестре Клуте. Исте године Купцова осваја и национално првенство Русије. После повреде Ахилове тетиве, Купцова није више постизала велике резултате.